# 桃井はるこのらじお☆UP DATE
『桃井はるこのらじお☆UP DATE』（ももいはるこのらじおアップデート）は、桃井はるこがメインパーソナリティを務めるインターネットラジオ番組。DVDドラマ『はるこ☆UP DATE』連動番組。2007年4月5日終了。4月12日 -9月27日に再放送。

## 配信
- アニメイトTV - 毎週木曜日、バックナンバー4回分
- アニスタ.TV - 毎週木曜日

## パーソナリティ
- 桃井はるこ
- 高山紗希 - 別録コーナーレギュラー、ほぼ隔週で本編にも出演

## コーナー
イエスタデー ワンス 萌え
桃井はるこが中高生時代の萌えソングを生歌唱・生演奏する。
FUTUOTA from Future
未来のリスナーからのふつおたという設定でメールを送るネタコーナー。
桃井はるこのはるはる☆NIGHT
高山紗希演じる若いころの桃井はるこがパーソナリティをやっていたという設定の内包番組。桃井はるこ自身は母親役で出演。作中年代は1993年から始まり、毎回1年進む。高山紗希本編出演の有無にかかわらず毎週ある別録コーナー。
紗希のヲタん語講座
高山紗希にヲタク用語を教える。たとえば「スケブ」「ヤシガニ」「絶対領域」など。高山紗希本編出演時の隔週コーナー。
キャッチフレーズ募集
提供クレジットのキャッチフレーズ（「この番組は○○○○『はるこ☆UP DATE』がお送りします」の○○○○部分）を募集する。キャッチフレーズは最初のCM前とエンディングの2回読まれる。

## ゲスト
『はるこ☆UP DATE』関係者が、繰り返しゲスト出演している。
- 松嶋初音 - 『はるこ☆UP DATE』助演
- 西浦正記 - 『はるこ☆UP DATE』総合演出

## CD
- 『ラジオＣＤ「桃井はるこのらじお☆ＵＰ ＤＡＴＥ」再録盤』 - 放送したものの総集編に新録を加えたもの。ただし、「イエスタデー ワンス 萌え」は収録されていない。
- 『ラジオＣＤ「桃井はるこのらじお☆ＵＰ ＤＡＴＥ」新録盤』 - まったくの新規録音。

この他、『はるこ☆UP DATE』特別版 前後編特典CDそれぞれに桃井・高山・松嶋によるラジオが収録されている。